# Mesochorus inurbanus
Mesochorus inurbanus là một loài tò vò trong họ Ichneumonidae.